# Departament d'Interior i Seguretat Pública de la Generalitat de Catalunya
El Departament Interior i Seguretat Pública de la Generalitat de Catalunya és un dels departaments en què s'organitza l'actual administració de la Generalitat, i és l'encarregat d'exercir les atribucions en els següents àmbits: les funcions relacionades amb la seguretat ciutadana, el trànsit, les emergències i la protecció civil, la prevenció, extinció d'incendis i salvament, els espectacles públics i les activitats recreatives, la vigilància, control i col·laboració en la gestió del medi natural, i la protecció i prevenció integrals del medi ambient, mitjançant el Cos d'Agents Rurals i qualsevol altra que li atribueixin les lleis i altres disposicions. El conseller d'Interior i Seguretat Pública de la Generalitat de Catalunya és el màxim representant del Departament. La Consellera d'Interior i Seguretat Pública és, des del 2024, Núria Parlon i Gil.

## Història
Durant les legislatures primera a cinquena (1980-1999) de la Generalitat contemporània, aquestes competències estaven adscrites al Departament de Governació.
El Departament s'estructura en Secretaria General, Direcció General de Prevenció, Extinció d'Incendis i Salvaments, Direcció General de la Policia, Direcció General de Protecció Civil, Direcció General d'Administració de Seguretat, Direcció General de Coordinació de les Policies Locals i Direcció General dels Agents Rurals Resten adscrits al Departament d'Interior l'Institut de Seguretat Pública de Catalunya, el Centre d'Atenció i Gestió de Trucades d'Urgència 112 i el Servei Català de Trànsit.
Durant la vuitena legislatura el segon govern tripartit incorporà noves atribucions i es denominà Conselleria d'Interior, Relacions Institucionals i Participació de la Generalitat de Catalunya.
El conseller republicà Joan Ignasi Elena, el 20 de desembre de 2021 anuncià la destitució del major Josep Lluís Trapero com a responsable de cos de Mossos d'Esquadra, al·legant manca de confiança, i fou substituït pel comissari Josep Maria Estela. El 17 d'octubre de 2022 Elena va destituir Estela després de nou mesos de càrrec rellevant-lo pel número 2 del cos, Eduard Sallent, per desavinences de lleialtat entre ambdós comandaments, motivant la reprovació d'Elena pel Parlament el 24 de novembre amb els vots a favor de PSC, Vox, Cs i PP.
Amb el govern socialista de la Quinzena legislatura, en 2024 el Departament va canviar el seu nom per el Departament d'Interior i Seguretat Pública, sent la consellera Núria Parlon, que va nomenar Josep Lluís Trapero com a director general de la Policia i Miquel Esquius com a cap dels Mossos d'Esquadra.

## Llista de consellers
| #                                                                           | Legislatura                        | Nom                                | Nom                                | Inici mandat                       | Fi mandat                          | Partit polític                        | Partit polític                                                |
| Departament d'Interior (1999-2002)                                          | Departament d'Interior (1999-2002) | Departament d'Interior (1999-2002) | Departament d'Interior (1999-2002) | Departament d'Interior (1999-2002) | Departament d'Interior (1999-2002) | Departament d'Interior (1999-2002)    | Departament d'Interior (1999-2002)                            |
| --------------------------------------------------------------------------- | ---------------------------------- | ---------------------------------- | ---------------------------------- | ---------------------------------- | ---------------------------------- | ------------------------------------- | ------------------------------------------------------------- |
| 1                                                                           | VI                                 |                                    | Xavier Pomés i Abella              | 29 de novembre de 1999             | 4 de novembre de 2002              |                                       | Convergència Democràtica de Catalunya                         |
| Departament de Justícia i Interior (2002-2003)                              |                                    |                                    |                                    |                                    |                                    |                                       |                                                               |
| 2                                                                           | VI                                 |                                    | Núria de Gispert i Català          | 4 de novembre de 2002              | 17 de desembre de 2003             |                                       | Unió Democràtica de Catalunya                                 |
| Departament d'Interior (2003-2006)                                          |                                    |                                    |                                    |                                    |                                    |                                       |                                                               |
| 3                                                                           | VII                                |                                    | Montserrat Tura i Camafreita       | 17 de desembre de 2003             | 29 de novembre de 2006             |                                       | Partit dels Socialistes de Catalunya                          |
| Departament d'Interior, Relacions institucionals i Participació (2006-2010) |                                    |                                    |                                    |                                    |                                    |                                       |                                                               |
| 4                                                                           | VIII                               |                                    | Joan Saura i Laporta               | 29 de novembre de 2006             | 29 de desembre de 2010             |                                       | Iniciativa per Catalunya Verds - Esquerra Unida i Alternativa |
| Departament d'Interior (2010-2024)                                          |                                    |                                    |                                    |                                    |                                    |                                       |                                                               |
| 5                                                                           | IX                                 |                                    | Felip Puig i Godes                 | 29 de desembre de 2010             | 27 de desembre de 2012             |                                       | Convergència Democràtica de Catalunya                         |
| 6                                                                           | X                                  |                                    | Ramon Espadaler i Parcerisas       | 27 de desembre de 2012             | 22 de juny de 2015                 | Unió Democràtica de Catalunya         |                                                               |
| 7                                                                           | X                                  |                                    | Jordi Jané i Guasch                | 22 de juny de 2015                 | 14 de gener de 2016                | Convergència Democràtica de Catalunya |                                                               |
| 7                                                                           | XI                                 | 14 de gener de 2016                | Jordi Jané i Guasch                | 14 de juliol de 2017               |                                    | Partit Demòcrata Europeu Català       |                                                               |
| 8                                                                           | XI                                 |                                    | Joaquim Forn i Chiariello          | 14 de juliol de 2017               | 28 d'octubre de 2017               | Partit Demòcrata Europeu Català       |                                                               |
| 9                                                                           | XII                                |                                    | Miquel Buch i Moya                 | 29 de maig de 2018                 | 3 de setembre de 2020              |                                       | Partit Demòcrata Europeu Català                               |
| 10                                                                          | XII                                |                                    | Miquel Sàmper i Rodríguez          | 3 de setembre de 2020              | 26 de maig de 2021                 |                                       | Junts per Catalunya                                           |
| 11                                                                          | XIII                               |                                    | Joan Ignasi Elena i Garcia         | 26 de maig de 2021                 | 12 d'agost de 2024                 |                                       | Independent                                                   |
| Departament d'Interior i Seguretat Pública (2024-)                          |                                    |                                    |                                    |                                    |                                    |                                       |                                                               |
| 12                                                                          | XV                                 |                                    | Núria Parlon i Gil                 | 12 d'agost de 2024                 | En el càrrec                       |                                       | Partit dels Socialistes de Catalunya                          |